# Яннулиас, Алекси
Але́ксандрос (Але́кси) Янну́лиас (греч. Αλέξανδρος (Αλέξης) Γιαννούλιας, англ. Alexander (Alexi) Giannoulias; род. 16 марта 1976, Чикаго, Иллинойс, США) — американский предприниматель и политик-демократ греческого происхождения, секретарь штата Иллинойс с 2023 года. Бывший баскетболист.
Политическим наставником Яннулиаса был Барак Обама. Участвовал в сенаторской избирательной кампании Обамы в 2004 году, в президентских праймериз на Национальном съезде Демократической партии в 2008 году, когда Обама был официально выдвинут от Демократической партии кандидатом в президенты, а также состоял в Национальном Финансовом Комитете Барака Обамы, когда тот в 2012 году выдвинулся кандидатом в президенты США на второй срок.
В ноябре 2006 года Яннулиас занял пост члена сената Иллинойса от Демократической партии, опередив по голосам (54 %) кандидата от Республиканской партии Кристин Радогно, став самым молодым (30 лет) казначеем штата в политической истории США.
26 июля 2009 года баллотировался на выборах 2010 года на должность в Сенат США от штата Иллинойс, победу в которых одержал Роланд Бёррис. Бёррис, назначенный на данный пост губернатором Иллинойса Родом Благоевичем, после ухода с этой позиции Барака Обамы, избранного вскоре президентом США, решил не добиваться своего избрания. После победы в праймериз Демократической партии 2 февраля 2010 года Яннулиас столкнулся с кандидатами от Республиканской партии Марком Кёрком, от Партии зелёных ЛеАланом Джонсом и Майклом Лабно от Либертарианской партии на всеобщих выборах в ноябре 2010 года, в которых выиграл Кёрк.

## Биография
Александрос Яннулиас родился 16 марта 1976 года в Чикаго в семье греков. Имеет двух старших братьев, Димитриса и Йоргоса.
Отец Алексис (Алекос) Яннулиас происходил из поселения Клитория города Калаврита в Ахаие. Он переехал жить в Америку в 1970-е гг., обосновавшись в Чикаго, где открыл агентство недвижимости, которым в настоящее время управляет один из его старших сыновей. Нажил огромное недвижимое имущество в Чикаго, учредив «Βroadway Βank» — один из крупнейших банков в штате Иллинойс (в жилом районе Эджуотер), с семью отделениями, в котором бывший казначей Иллинойса занимал должность вице-президента.
Мать Анна Ксирухаки (род. 1947) родом из Ханьи (Крит), а именно из исторической области Сфакья. Приходится двоюродной сестрой супруге бывшего депутата от партии ПАСОК и мэра города Ханья (2010—2014) Манолиса Скулакиса. Переехала в Чикаго в 1962 году после убийства её отца Манусоса Ксирухакиса. Там она училась, работала и познакомилась с Алекосом Яннулиасом.
Посещал Латинскую школу в Чикаго.
Учился в Чикагском университете до перевода в Бостонский университет, где получил диплом бакалавра экономики с отличием. После этого переехал в Грецию, где в течение года (1998—1999) играл за баскетбольный клуб «Паниониос».
Также играл в баскетбол в Латинской школе в Чикаго, в Чикагском (Дивизион III) и Бостонском (Дивизион I) университетах.
По возвращении из Греции учился в Школе права Тулейнского университета. После получения юридической степени Алекси вернулся в Чикаго, чтобы помочь в управлении «Broadway Bank».
Яннулиас входил в состав совета директоров Общинной Ассоциации банковских работников Законодательного комитета Иллинойса, Юношеской христианской ассоциации Сауз Сайда/Уобаша и торговой палаты Эджуотера.
Он также основал и возглавлял Фонд «AG», некоммерческую благотворительную организацию, жертвовавшую деньги на лечение больных детей, борьбу с нищетой и оказание поддержки организациям помощи пострадавшим в стихийных бедствиях.
Каждый год проводит отпуск в деревне Николеика в Эгио (Ахаия, Греция).